# Christian Otter

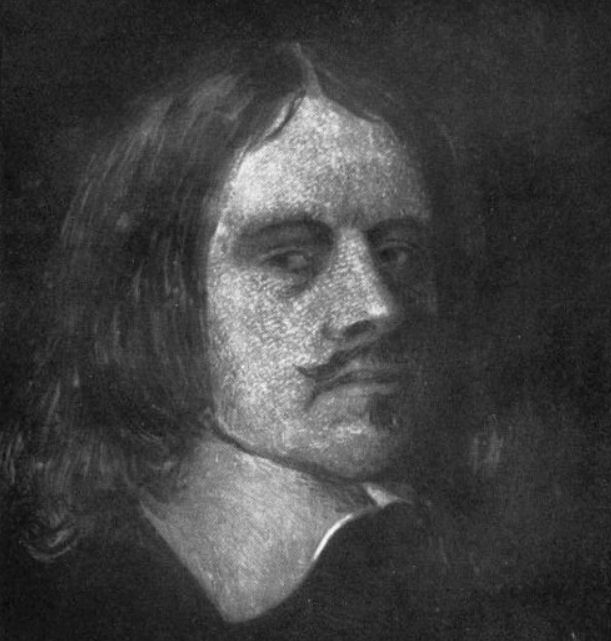
Christian Otter, Ölgemälde unbekannter holländischer Maler, um 1640

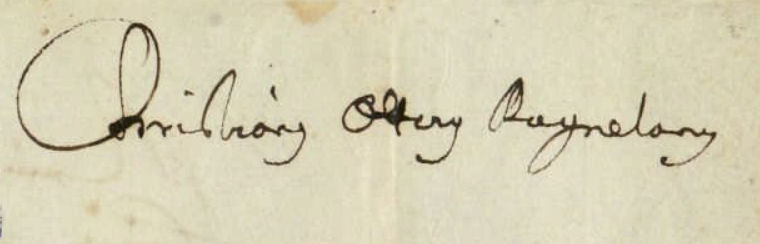
Unterschrift „Christianus Otterus Ragnetanus“, 1656

Christian Otter (lateinisch Christianus Otterus; litauisch Kristijonas Oteras, Christianas Otteras; * 1598 in Ragnit, Herzogtum Preußen; † 9. August 1660 in Nimwegen) war ein preußischer Mathematiker, Reisender und Festungsbaumeister. Er beschäftigte sich auch mit mathematisch-physikalischen Problemen des Musikinstrumentenbaus.

## Leben

### Herkunft
Otter war ein Sohn des Amtmanns Johann Otter d. Ä. und seiner Frau Anna Dörffer, einer Tochter von Martin Dörffer aus Rastenburg. Johann Otter d. Ä. und sein Bruder Friedrich Otter, die in Preußisch Litauen wohnten, waren in Goldkronach „inn Land zu Francken offm Gebürge“ in der Markgrafschaft Brandenburg-Kulmbach geboren, dort lebten ihre vier Brüder Wolfgang, Johann Otter d. J., Steffan und Heinrich Otter, die auch „Leh(en)mann“ genannt wurden. Mitglieder der Familie standen in Oberfranken wie im Herzogtum Preußen im Dienst der Hohenzollern.
Nachdem Anna Dörffer verwitwet war, heiratete sie Michael Lock aus Ragnit. Johann Jakob Lock (1617–1667) war ein Halbbruder (uterinus) von Christian Otter.

### Schule und Studium

#### Insterburg und Königsberg
Otter besuchte die Schulen zu Ragnit und Insterburg, wo Jakob Petri († 1639) einer seiner Lehrer war. Seit dem 29. Juni 1610 studierte „Christianus Otter, Ragnetensis Borussus,“ an der Universität Königsberg. Als Minderjähriger brauchte er keinen Immatrikulations-Eid zu leisten.

#### ’s-Gravenhage und Franeker

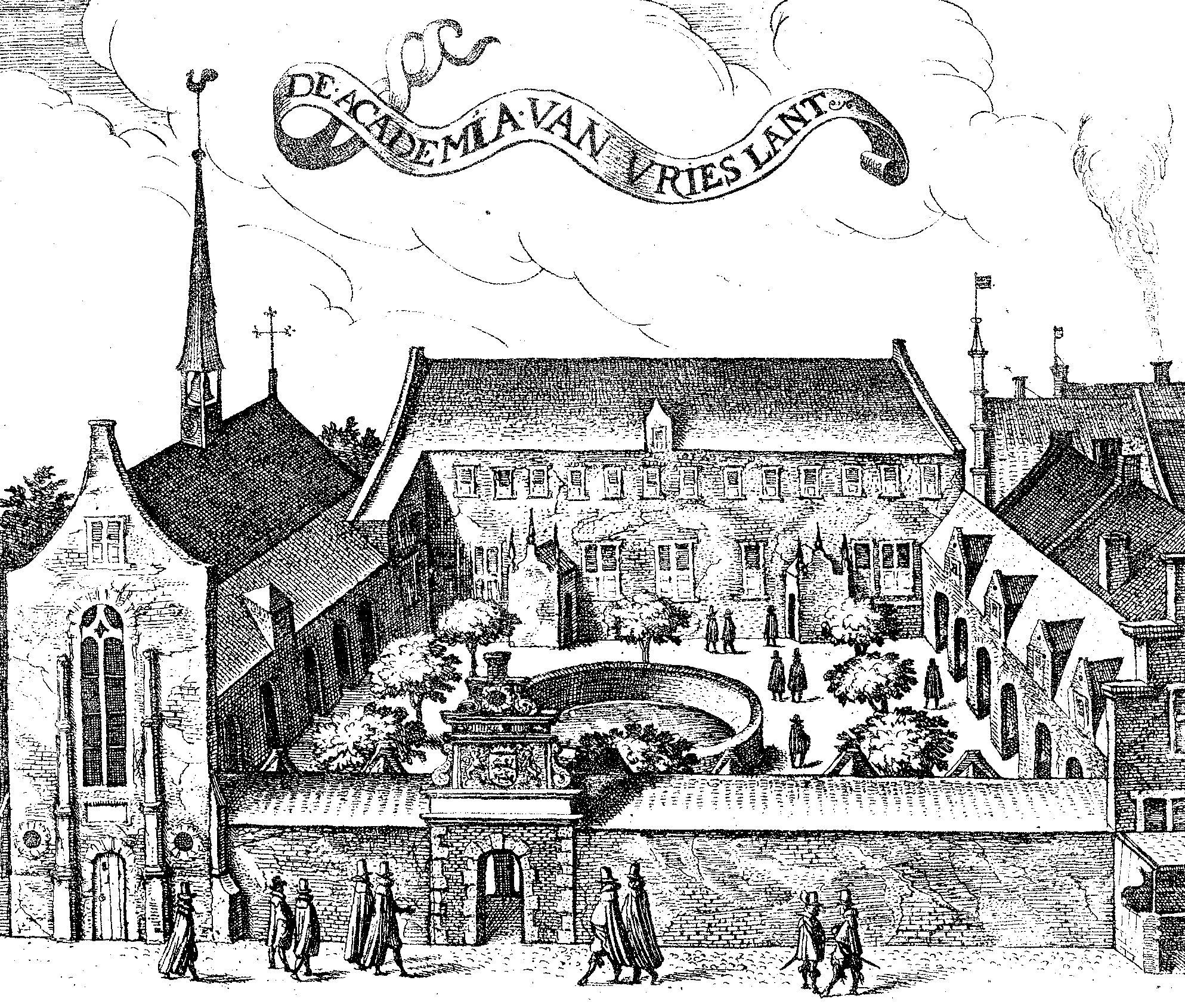
Universität Franeker, 1622

1619 reiste Otter in die Niederlande und lernte in ’s-Gravenhage (Hagae Comitis; Den Haag) den Mathematiker und Orientalisten Jacobus Golius kennen. Am 9. August 1619 immatrikulierte er sich an der Universität Franeker. 1621 besuchte er Leiden, wo er den Mathematiker Willebrord van Roijen Snell, Aelius Everhardus Vorstius und Daniel Heinsius traf. In Amsterdam begegnete er dem Kartographen Willem Jansz. Blaeu. In Franeker hörte er den Professor für Mathematik, Navigation, Militäringenieurwesen und Astronomie Adriaan Metius und den Professor der Theologie und Physik Johannes Maccovius. Unter seinen Kommilitonen waren der spätere Bremer Syndikus Johann Wachmann, Philipp Hermann Schickhard (* um 1600/05; † 1675), Friedrich Müncker († 1694) und Marinus Stavenisse (1601–1663).
Zu einer Gedenkschrift für den in Leiden verstorbenen, zuvor in Franeker immatrikulierten Theologie-Studenten Reiner Orinus (* um 1598; † 1622) aus Harlingen trug Christian Otter zwei Trauer-Gedichte und ein Chronogramm bei. Die übrigen Beiträger zu dem Buch waren Johannes Maccovius, Jan de Mandeville (* um 1601; † 1657), L. J. Sylvius, Bernhard Daniels (* um 1595; † nach 1649) und Abel Moda (* um 1602; † nach 1636).

### Tätigkeit als Privatlehrer

#### Aufenthalt in Polen
1622 kehrte Otter über Danzig nach Königsberg zurück. 1624 wirkte er als Hofmeister in Polen und begegnete in Königsberg dem Mathematiker Johann Strauß und Albert von Rauter (1589–1626) auf Willkamm (Wielewo), Amtshauptmann zu Seehesten (Szestno). In Elbing besuchte er Maccovius, den er aus Franeker kannte. Im März 1626 traf er in Warschau den Statthalter des Stiftes Cammin Paul von Damitz († nach 1639) und den pommerschen Rat Peter Glasenapp († um 1640), die sich beide als Botschafter in Polen aufhielten. Damitz und Glasenapp bewogen Otter dazu, sich wieder in die Niederlande zu begeben.

#### Franeker, Leiden und ’s-Gravenhage
Nachdem Otter in Königsberg im Mai den herzoglichen Kanzler Martin von Wallenrodt getroffen hatte, fuhr er im Sommer 1626 mit dem Schiff nach Holland und verbrachte zunächst ein halbes Jahr in Franeker. In dieser Zeit lernte er Bernardus Paludanus und Mikolaj (Nikolaus) Słupecki z Konar (* um 1604; † 1672) kennen. Am 18. November 1626 immatrikulierte sich Christian Otter an der Universität Leiden. Sein Bruder Martinus Otterus (* um 1607) schrieb sich am 30. August 1627 ebenfalls dort ein. In Leiden oder im benachbarten in ’s-Gravenhage begegnete Christian Otter in dieser Zeit dem einflussreichen Theologieprofessor André Rivet (1572–1651), dem Mathematiker Albert Girard, den Medizinern Johannes Origanus (1601–1676) und Johannes Kolner († 1630), dem späteren Gouverneur von Sokal und Brest Jan Kaszowski (1560–1620) aus Wysokie, dem späteren braunschweig-lüneburgischen Rat Andreas von Bernstorff (1604–1655), dem Mathematiker Frans van Schooten, dem Mediziner und späteren Kriegsbaumeister Adam Freitag und Andreas Kregel, früherer reformierter Pfarrer in Viechtach und Präzeptor der Junggrafen von Dohna. Christoph Otto Oesler, Melchior Korff (* um 1606; † um 1655) und Samuel Knoth (1607–1649) bezeichneten Otter in Stammbucheinträgen als ihren Lehrer.

### Belagerung von ’s-Hertogenbosch

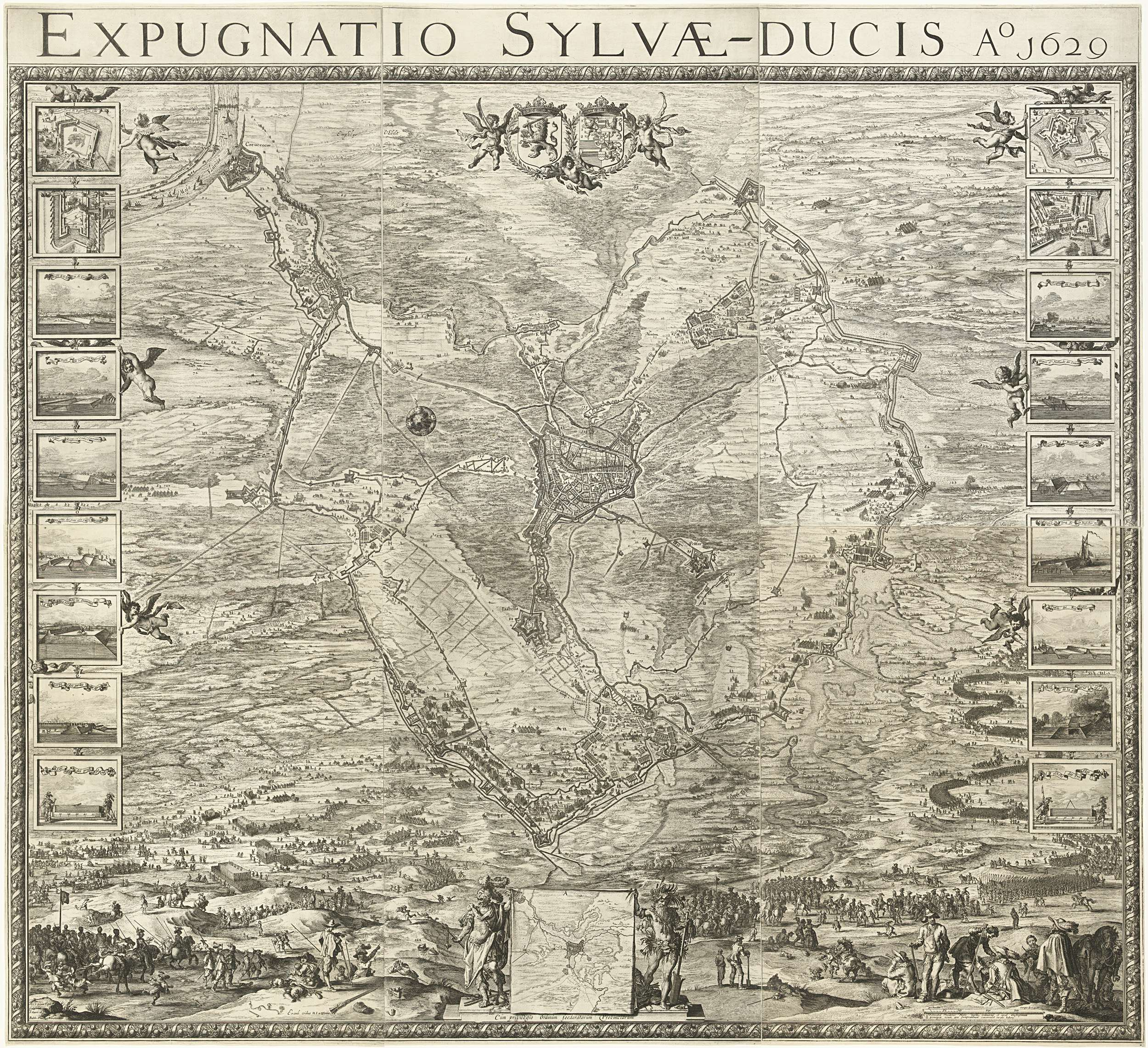
Belagerung von ’s-Hertogenbosch 1629, kartographiert von Ingenieur Theodor Niels, 1631

Während der Belagerung von ’s-Hertogenbosch (Sylva-Ducis) im Achtzigjährigen Krieg war Otter 1629 im Feldlager des Statthalters der Niederlande Friedrich Heinrich von Nassau-Oranien. Er traf dort Carl von Riemitz (Niemitz?) und den Ingenieur-Oberst Theodorus Niels (Dirck Nils) († 1633), der wenige Jahre später bei der Belagerung von Rheinberg starb. Bei den Schanzarbeiten waren auf Seite der Belagerer bei den  englischen Einheiten auch die Festungsbau-Offiziere (ingenirs) Kapitein-Ingenieur Jan van den Bosch († nach 1637) und Contrôleur Thomas Humfrey (Master Humphry), bei den Franzosen Festungsbaumeister Adrien de Perceval († 1636) und sein Sohn, der spätere niederländische Generalquartiermeister und General-Ingenieur Pierre de Perceval (* um 1607; † 1657) tätig. Bei der Truppen-Abteilung des Grafen Ernst Casimir von Nassau-Dietz arbeitete der Festungsbaumeister und Ingener Matthijs van Voort.

### Weitere Tätigkeit als Privatlehrer

#### Grand Tour durch England, Frankreich und die Schweiz
1630/31 besuchte Otter als Präzeptor von Söhnen polnischer und sächsischer Adeliger auf einer Grand Tour mit seinen Schülern London – Oxford – Cambridge – Löwen – Brüssel – Orléans – Angers – La Rochelle – Poitiers – Bordeaux – Paris – Orange – Nîmes – Marseille – Lyon – Genf – Bern. Auf dieser Reise trugen sich in London der Schweizer Generalmajor in schwedischen Diensten Samuel Weiss von Schalen (1571–1638), in Oxford Jørgen (Georg) Rosenkrantz (1607–1675), 1653–1665 Hofmeister der Akademie Sorø, und sein Bruder Erik Rosenkrantz (1612–1681), in Löwen der Humanist Erycius Puteanus (1574–1646) in sein Stammbuch ein. An der Universität Angers lernte Otter den späteren brandenburgischen Festungsbaumeister Matthias Dögen kennen. In La Rochelle traf er Johann Sigismund von Fünfkirchen (1605–1650) an. In Paris machte er im Herbst 1630 die Bekanntschaft von Krzysztof (Christoph) Słupecki z Konar (* um 1606; † 1639), Jerzy (Georg) Słupecki z Konar (* um 1615; † 1661), Adam von Schliewitz († 1631), Johann von Schweinichen (1610–1677), Heinrich von Schweintz und Hugo Grotius. Den Sekretär von Grotius, Edmond le Mercier († nach 1665), einen Professor für Volkssprachen (linguarum vulgarium professor), unterrichtete er in Mathematik.

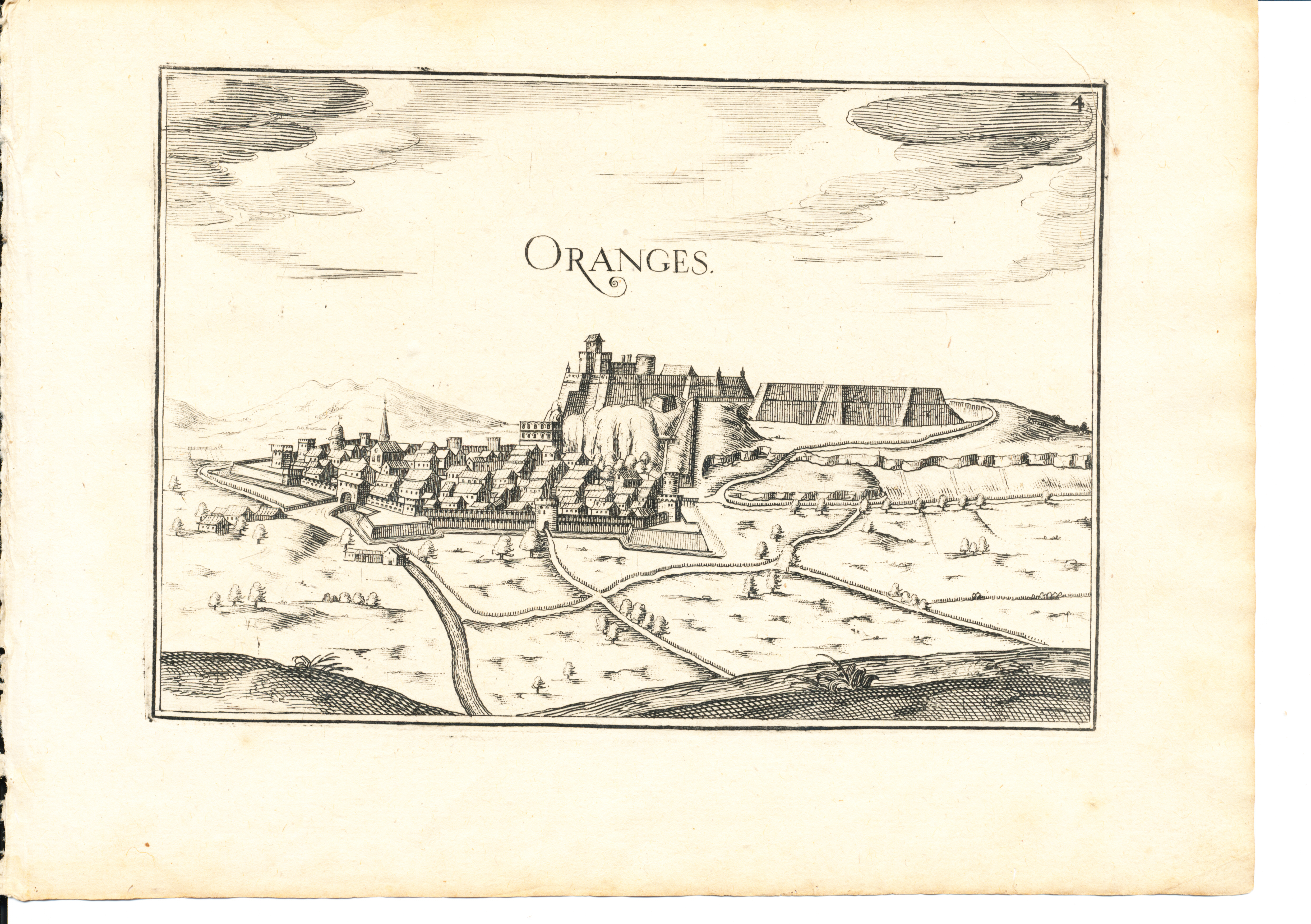
Ansicht von Orange, Stich von Christophe Tassin, 1634

In Orange trugen sich im April 1631 der nassauische Statthalter Christoph Burggraf zu Dohna und der Stückgießer und Ingenieur-Hauptmann Jacob von Holst (1609–1674) in Otters Stammbuch ein. Hans Rudolf von Greiffenberg (1607–1677) auf Seisenegg traf Otter in Lyon an. In Bern lernte er den späteren Hamburger Bürgermeister Peter Lütkens d. Ä. kennen.

#### Straßburg
„Christianus Otterus, Ragnetensis“ bezog am 11. Juli 1631 die Universität Straßburg, wo er Matthias Bernegger, Johannes Freinsheim, den späteren Münsterberg-Oels'schen Rat Georg Räsewitz genannt Passel (1606–1644), David Fleckhammer (* um 1605/10; † 1668), seit 1653 Professor für Mathematik und Geschichte und Baudirektor in Durlach, und den Medizinstudenten Johannes Reinhard Widt (1608–1653) kennen lernte. Otter hielt sich bis April/Mai 1632 in Straßburg auf.

#### Grand Tour durch Italien und Frankreich
1632 war Otter in Genf, Basel, Siena, Rom und Venedig, im April 1633 besuchte er Mailand, im Juni war er erneut in Paris. Diese Reise mit Fabian Truchsess von Waldburg (1610–1644) zu Landsberg (Górowo Iławeckie) und anderen seiner Schüler machte Otter teilweise in Begleitung von Robert Roberthin, Andreas Adersbach und Jakob Schlein (* um 1605/10) aus Königsberg. In Genf lernte er Caspar II. von Stosch (1611–1684) kennen, in Basel den späteren schwedischen Residenten in Hamburg Vincent VI. Moller (1615–1668) und Hermann Mylius von Gnadenfeld (Hermann II. Moller). Johann Flügel (1603–1662), später Syndikus und Bürgermeister der Stadt Riga, trug sich in Rom in sein Stammbuch ein. In Paris begegnete er Adam Freitag wieder, der sich dort als Leibarzt des Fürsten Janusz Radziwiłł aufhielt. Auch Wolf Friederich Truchseß von Wetzhausen († 1646) zu Langheim (Łankiejmy) und Georg Reimann d. J. (1599–1661) aus Königsberg – Sohn von Georg Reimann d. Ä. – traf Otter dort an.

#### Leiden
Im September 1633 kehrte er über Rijnsburg, wo er den Mathematiker Albrecht Linemann besuchte, nach Leiden zurück. Dort traf er Friedrich Nauwerck (* um 1605/11) aus Königsberg.

#### Königsberg

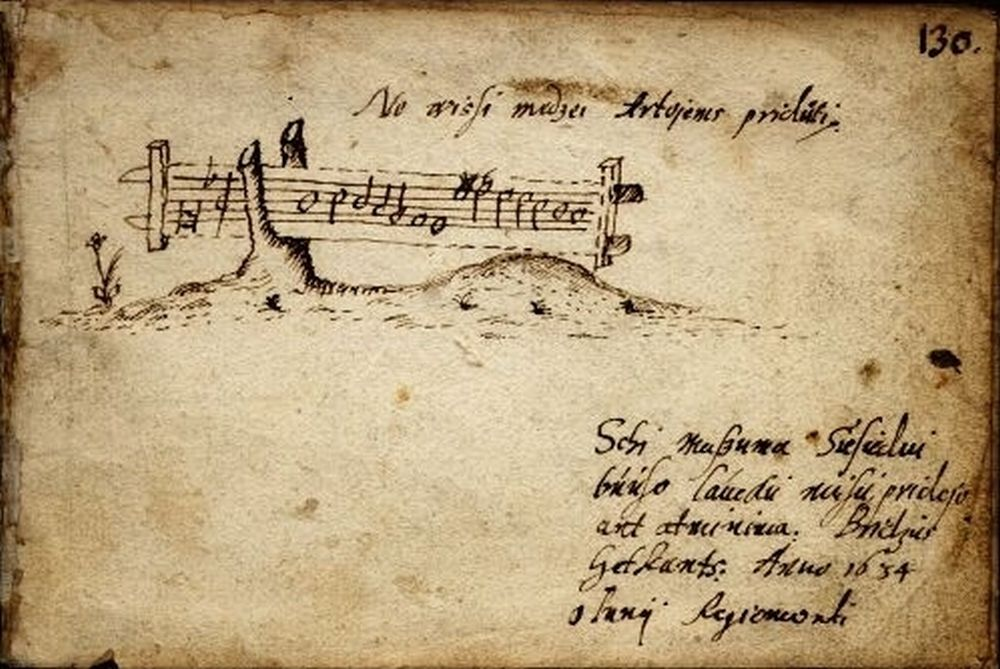
Eintrag von „Bridzius Getkants“ in das Stammbuch von Christian Otter, 1634

1634 hielt sich Christian Otter in Königsberg auf. Friedrich Getkant (Bridžius Gedkantas) (* um 1602; † 1666), der ebenfalls aus Ragnit stammte und später als Artillerie-Offizier, Kartograph und Festungsbaumeister arbeitete, trug sich hier (Regiomontum) am 1. Juni 1634 in Otters Stammbuch ein. Der Eintrag enthält den ältesten überlieferten literarischen Beleg eines Volkslieds in litauischer Sprache. Otter traf 1634 auch den Königsberger Professor für Mathematik bzw. Geschichte Sigismund Weier und Valentin Thilo (Valtin Tiele).

#### Leiden, Franeker und Utrecht

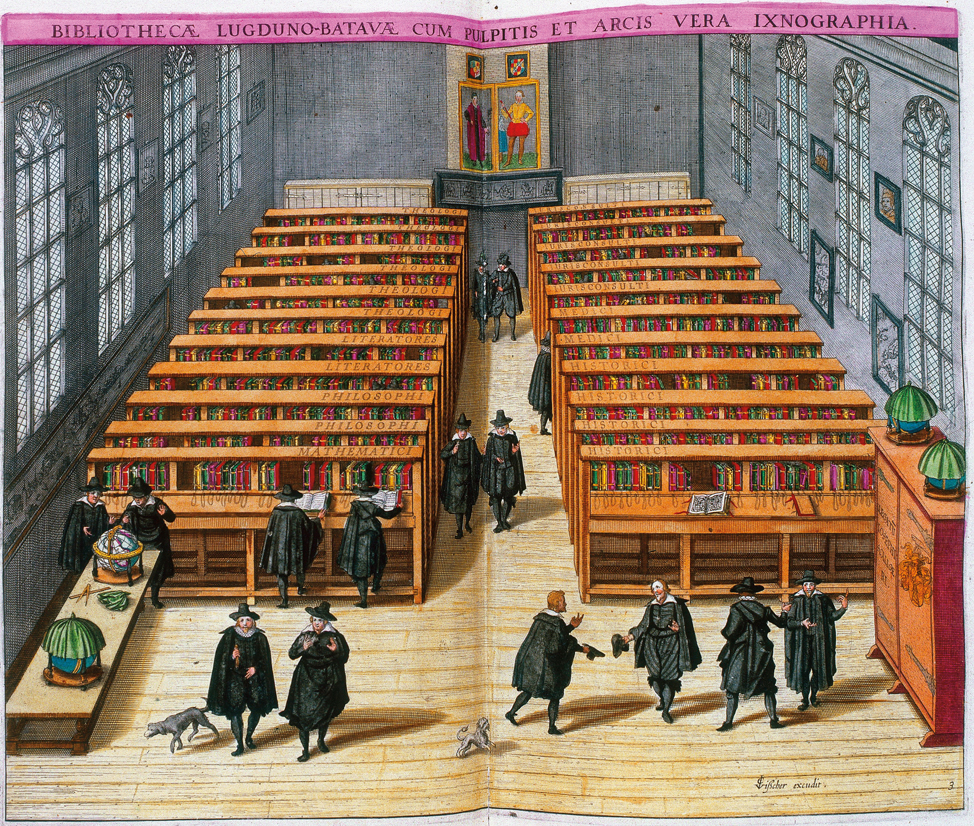
Universitätsbibliothek Leiden, 1610/1649

Am 18. Juli 1634 (zusammen mit seinem Halbbruder Johann Jakob Lock und Jakob Löbel) und am 22. Oktober 1636 wurde er als Student der Mathematik erneut in Leiden eingeschrieben. Zwischenzeitlich vertrat er 1635/36 in Franeker (immatrikuliert am 2. Oktober 1635) den Mathematik-Lehrstuhl seines verstorbenen Lehrers Adriaan Metius. In Leiden traf er während dieser Zeit Christoph Finck von Finckenstein († 1660), Friedrich von Hutten (1612–1646) zu Stolzenberg-Soden, den späteren kursächsischen Kanzler Haubold von Miltitz, Christoph Tinctorius, Hans Georg von Döring (1614–1668) auf Nehmitz, Gottfried von Döring († 1641) auf Trautzschen, Christian von Döring († 1687) auf Graßdorf bei Taucha und – erneut – Paul von Damitz, in ’s-Gravenhage den Festungsbaumeister und schwedischen Generalquartiermeister François de Treytorrens (1590–1660),  den polnischen Residenten in den Niederlanden Nicolaus de By (Niclaas de Bije) und Constantijn Huygens, in Franeker Georg Pasor und Arnold Verhel (1580–1664), in Leeuwarden Johannes Saeckma (1572–1636), den Kurator der Universität Franeker, und den Mathematiker Bernhardus Fullenius (1602–1657). Christian Otter legte eine Sammlung von Zeichnungen von Gebäuden, Festungen, Städten und Landschaften an, die später in der Königsberger Stadtbibliothek aufbewahrt wurde. Im Februar 1637 sandte Otter ein Rechenbuch („een rekenboekje“) mit einer neuen Methode, die eigentlich von seinem Bruder erfunden worden sei, aus Leiden an Constantijn Huygens. Er kündigte außerdem an, ein Buch mit neuen Anmerkungen zum Festungsbau (over fortificaties) schreiben zu wollen.
Otter hielt in Leiden vom 13. August bis zum 23. September 1637 für 177 Taler ein Privat-Collegium über Festungsbau, an dem Christian Caspar von Waldow (* um 1617; † nach 1681), Botho Christian von Trott zu Solz (* um 1616; † 1642) auf Himmelpfort, Christian Vitzthum von Eckstädt (* um 1620), Heinrich vom Hagen, Christoph V. Vitzthum von Eckstedt, Hartmut XVIII. von Cronberg, Johann Daniel von Cronberg, Reinhold Liwe (1621–1665) und Conrad von Uexküll-Gyllenband (* um 1617; † 1656) teilnahmen. Der Exulant Bernhard Bruch (1617–1687) aus Saarbrücken durfte das Kolleg kostenfrei besuchen.
Zu Otters Schülern in Leiden gehörten auch Christian Albert Burggraf zu Dohna, Ernst Bogislaw von Croÿ und Aarschot, Rudolph Haubold von Einsiedel (1616–1654) auf Wolkenburg (der „auf … Geometrie, Architektur und Fortification geraume Zeit verwendet, diese Wissenschaften sich auch gründlich angeeignet“, er widmete „seinem Lehrer“ (Praeceptori suo) Otter einen Stammbucheintrag), Johann Masius, Johann Heinrich Lavater und Jakob Löbel (* um 1611; † 1652) aus Ragnit, ein begabter Mathematiker. Wahrscheinlich lernt Otter in dieser Zeit den brandenburgischen Kurprinzen Friedrich Wilhelm kennen, der während seines Aufenthaltes in den Niederlanden (Juli 1634 bis Sommer 1638) Lehrveranstaltungen in Leiden besuchte. Auch Johannes Magirus scheint an einem Kolleg Otters teilgenommen zu haben.
1637/38 war Otter an der 1636 neu gegründeten Universität Utrecht, wo er u. a. Hendricus Reneri (1593–1639) und René Descartes begegnete. Descartes bezeichnete Otter als „äußerst erfindungsreichen und gelehrten Beflissenen der Mathematik“ (solertissimus et studiosissimus cultor Matheseos). 1638 traf Christian Otter den Professor für Mathematik am Athenaeum Illustre Amsterdam und Astronomen Maarten van den Hove.

### Hofmathematiker

#### Verden, Reise nach Hamburg
1639/40 hielt sich Otter bei dem protestantischen Erzbischof von Bremen und Bischof von Verden Friedrich II. von Schleswig-Holstein-Gottorf, Prinz von Dänemark, in Verden und Rotenburg auf. Hier begegnete er Kanzler Dietrich Reinkingk, Landdrost Caspar Schulte (1590–1657), dem Pfarrer zu Jork Franz Müller (* um 1605; † 1655), Rentmeister Johann Badenhop (* 1595; † um 1565), Lorenz Bodock und Kammerschreiber Christoffer von Gabel. Im Januar 1641 war Christian Otter in Hamburg und traf den Mathematiker Johann Adolf Tassius. Mit dem Hamburger Pfarrer und Dichter Johann Rist war er befreundet.

#### Eutin, Reise nach Dänemark

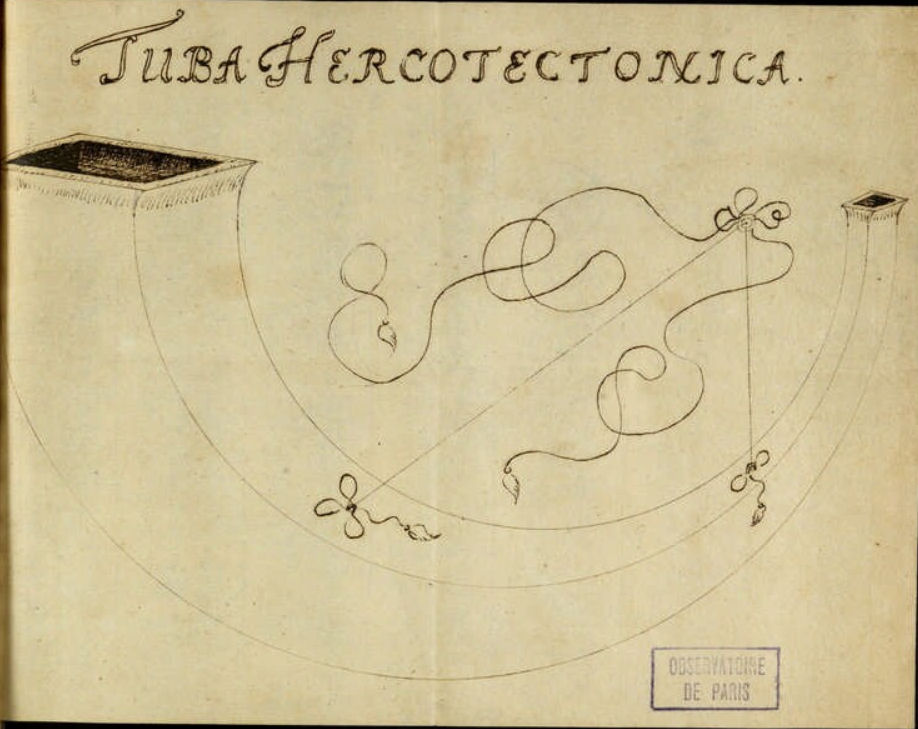
Zeichnung der „Tuba hercotectonica“, Christian Otter, 1656

Seit 1641 lebte Christian Otter in der Residenzstadt Eutin des Lübecker Bischofs Johann von Schleswig-Holstein-Gottorf. Den Hofmarschall des Bischofs, Melchior Korf, hatte er 1627 in Leiden kennen gelernt. In Eutin trug sich Otter in das Stammbuch des Hofpredigers Samuel Gerlach (1609–1683) ein. Der Bruder des Bischofs, Herzog Friedrich III. von Schleswig-Holstein-Gottorf, und seine Frau Maria Elisabeth, geb. Prinzessin von Sachsen, trugen sich 1642 – vielleicht auf Schloss Gottorf – in Otters Stammbuch ein, ebenso in Eutin der Kanzleidirektor Christian Cassius des Bischofs. Im Spätsommer und Herbst 1643 besuchte Otter Dänemark (Kopenhagen, die Akademie Sorø, Glückstadt). In Kopenhagen traf er den Mathematik-Professor Ericus Olai Tormius (Erik Olufsen Torm) (1607–1667), in Sorø den dänischen Reichsrat Heinrich von Ramel d. J. (1601–1653) zu Wusterwitz und Bäckaskog (Bekeschow) und in der dänischen Nebenresidenz Glückstadt (Tychopolis) den Leibarzt des dänischen Königs und des Herzogs von Holstein Hellwig Dieterich (1601–1655). Für den dänischen König Christian IV., der sich in Otters Album amicorum eintrug, fertigte er eine Tuba hercotectonica (= fortifikatorische Tuba) an, ein heute vergessenes trompetenartiges Instrument oder militärisches hyperbolisches Sprachrohr bzw. Horchgerät. Er erhielt dafür eine Gratifikation von 200 Reichstalern. Im Nachlass Otters im Stadtgeschichtlichen Museum Königsberg befanden sich Pappmodelle, die er vor 1646 angefertigt hatte, um Kurvenzirkel, Kegelschnitte, Rosenkurven, Winkelteilungen u. a. zu berechnen.

#### Aufnahme in die SprachgesellschaftDeutschgesinnte Genossenschaft
Am 5. Dezember 1644 wurde Christian Otter mit dem Gesellschaftsnamen Der Erhaltende als 13. Mitglied und „Geheimverpfleger“ seines Zunftsitzes in die Sprachgesellschaft Deutschgesinnte Genossenschaft aufgenommen, die am 1. Mai 1643 von Philipp von Zesen in Hamburg gegründet worden war.

#### Reise in die Niederlande
Noch im Oktober 1646 hatte der Mathematiker Johannes von Leuneschlos (1620–1699) beklagt, dass Otter „seine sehr scharfsinnigen Erfindungen sowohl zur zivilen als auch zur militärischen Architektur“ seines Wissens bisher nicht veröffentlicht hatte. Im selben Jahr gab Christian Otter in Amsterdam die Schrift Specimen problematum hercotectonico-geometricorum heraus, die er seinem Dienstherrn Johann von Schleswig-Holstein-Gottorf, dem Bischof von Lübeck, widmete.
Johannes Smetius berichtete im Januar 1647, dass Christian Otter ihn in Nijmegen in die Algebra von Descartes eingewiesen habe. Er habe ihn außerdem in Musik und Festungsbau unterwiesen. Im Februar 1647 hielt sich Otter in Amsterdam auf und gab als Adresse die Druckerei von Louis Elsevier d. J. (1604–1670) an. Er beabsichtigte, in Kürze einen Sohn von „T. A.“ in Leiden zu besuchen und anschließend auch Huygens in ’s-Gravenhage aufzusuchen. Im Mai 1647 sandte Otter, der sich mathematisch-physikalischen Problemen der Akustik bzw. Musiktheorie beschäftigt hatte, einige Thesen zur Tonerzeugung durch Zylinder und Glocken an Huygens.

#### Königsberg

Karte von Fort Friedrichsburg, Kupferstich von Paulus Schmidt, 1809

1647 bis 1658 war Otter für ein Jahresgehalt von 1000 Reichstalern als Hofmathematiker des Kurfürsten Friedrich Wilhelm von Brandenburg an der Universität in Königsberg angestellt. Die Bestallungsurkunde vom 24. Juni 1647 wurde im brandenburgischen Kleve ausgestellt und wohl auch dort übergeben. Seinen Dienst in Königsberg trat Otter im Sommer 1648 kurz nach dem Tod von Robert Roberthin an. Als 1652 Otters Schüler und Freund Jakob Löbel starb, widmete Simon Dach dem „vornehmen und weltberühmten“ Mathematicus Christian Otter ein Trauergedicht, in dem Otter selbst, Jacob Löbel, Roberthin und Jakobs Bruder † Jochim Löbel erwähnt werden.
Christian Otter entwarf die Festung Groß Friedrichsburg der Fortifikationsbauten Königsberg, die 1657 auf dem Südufer des Pregels erbaut wurde. Die Bauleitung hatte der Mathematiker Georg Neumann (1634–1679) aus Drengfurth (Srokowo). Nach einem ähnlichen Bauplan wurde 1683–1686 von Karl Konstantin von Schnitter (1657–1721) das brandenburgische Fort Groß Friedrichsburg im heutigen Ghana errichtet. Otters Halbbruder Johann Jakob Lock behauptete, dass die neue „holländische Art“ des Festungsbaus, die 1631 zuerst von Adam Freitag veröffentlicht worden war, tatsächlich von Christian Otter entwickelt und von Freitag nur übernommen worden sei. Dies ist angesichts der zeitlichen Abfolge – Otters Schrift Specimen problematum hercotectonico-geometricorum erschien 1646 – jedoch wenig wahrscheinlich.
Angeblich berechnete Otter auch die Statik der Neuroßgärter Kirche, deren großes Deckengewölbe in Holzbauweise ohne Mittelpfeiler errichtet wurde; ihr Grundstein wurde allerdings bereits am 30. Mai 1644 gelegt (eingeweiht am 5. Dezember 1647).

### Professor für Mathematik

#### Reise in die Niederlande, Nijmegen

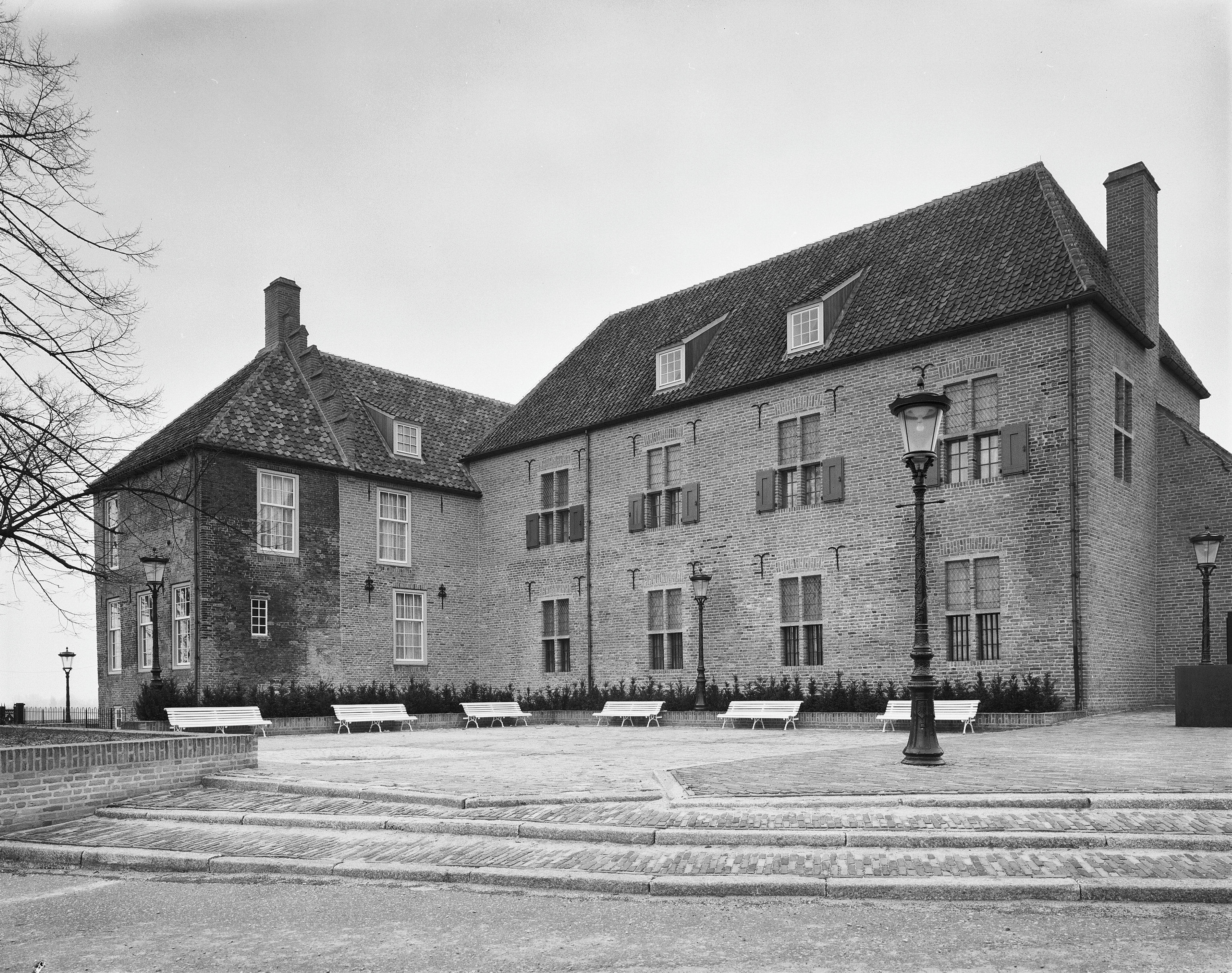
Kwartierlijke Academie Nijmegen, gegründet 1655

Im Sommer 1657 hielt sich Otter während einer Reise in die Niederlande in Amsterdam auf. Henning Manteuffel schenkte ihm dort zur Abreise am 1. September einige seiner Festungs-Zeichnungen. In Arnhem erreichte Otter 1657 der Ruf des Rates von Nijmegen auf eine Professur mit dem Angebot eines Gehalts von 100 Silber-Dukaten. Seine Berufung wurde von dem cartesianischen Nijmegener Theologieprofessor und Mathematiker Christoph Wittich (1625–1687) freudig begrüßt. In seinen beiden letzten Lebensjahren (1658 bis 1660) lehrte Otter als Professor der Mathematik an der Universität Nijmegen. Otter, der als Misogynist galt, starb unverheiratet. Seine Grabinschrift, die sich im Chorraum der Stevenskerk befand, ist als Abschrift erhalten.
Otters Neffe Georg Wilhelm Mühlkünzel (1640–1705), Sohn des Kornschreibers zu Ragnit und kurfürstlichen Baumeisters Wolfgang Michael Mühlküntzel († 1645) und der Dorothea Otter († um 1644/45) aus Goldkronach, reiste 1660/61 nach Nijmegen und brachte die Hinterlassenschaft nach Königsberg. Mühlküntzels Witwe Dorothea geb. von Sanden (vom Sande) († nach 1708) stiftete Otters Nachlass der Stadtbibliothek Königsberg.

## Wappen
Den sechs Brüdern Otter in Ragnit und Goldkronach und ihren Nachkommen wurde von dem Kaiserlichen Hofpfalzgrafen Sebastian Röttinger in Nördlingen durch zwei gleichlautende Wappenbriefe vom 9. April 1606 ein redendes Wappen verliehen.
Blasonierung: Schild geteilt von Gold und Blau bzw. natürlicher Wasserfarbe. Das untere Feld zeigt einen steigenden Otter in natürlicher Farbe mit einem ergriffenen Hecht im Maul vor grün-goldem Schilf.

## Werke
- Christianus Otterus Ragnetensis Lithvano-Prutenus: Aliud I. Quando tuum stringit mea lumina …, Χρονόστιχον und Aliud II. Cum divina cohors novem dearum …. In: Johannes Makowsky, Christian Otter, Jan de Mandeville, L. J. Sylvius, Bernhard Daniels, Abel Moda: Carmina in Obitum Eruditissimi & Piissimi Iuvenis-Viri Regneri Orini in Academia Leydensi, in quam studiorum gratia ex patria concesserat, defuncti. Scripta ab Amicis Franekerae … placide obdormivit. Frederik Heynsius (Feddrick Heyns), Franeker 1622, unpaginiert (books.google.de)
- (verschollen) Christian Otter (zusammen mit Martin Otter oder Johann Jakob Lock?): [Rechenbuch], um 1637[59]
- C. O. (= Christian Otter) Ragnetanus: Specimen problematum hercotectonico-geometricorum quo ut fortificationis (vulgo ita dictae) modi universalis ita sectionis rationalis linearum vestigium exhibetur. Johannes Fabel, Amsterdam 1646 (books.google.de)[122]
- Christian Otter Ragnetanus: Principia architecturae militaris (gedruckt nach einem Manuskript der Stadtbibliothek Königsberg). In: Friedrich Johann Buck: Lebensbeschreibungen derer verstorbenen Preußischen Mathematiker überhaupt und des vor mehr als hundert Jahren verstorbenen Preußischen Mathematikers P. Christian Otter insbesondere. Hartung / Zeise, Königsberg und Leipzig 1764, S. 305–346 (books.google.de)
- Christian Otter: Mechanismen, hrsg. von Kurt Reidemeister und Theodor Peters. Mit 2 Tafeln (davon 1 Porträt) und 22 Figuren. (Schriften der Königsberger Gelehrten Gesellschaft. Naturwissenschaftliche Klasse Jg. 10, Heft 5). Max Niemeyer, Halle (Saale) 1933, S. 1–27 = S. 153–182 (books.google.de; eingeschränkte Vorschau)